# Joseph Wilfred Bourgeois
Pour les articles homonymes, voir Bourgeois.
Joseph Wilfred Bourgeois est un homme d'affaires et un homme politique canadien.

## Biographie
Le père de Joseph Wilfred Bourgeois est Marcelin Bourgeois. Il étudie au Collège Saint-Joseph de Memramcook. Il épouse Edmay LeBlanc le 18 septembre 1935.
Il est député de la Ville de Moncton à l'Assemblée législative du Nouveau-Brunswick de 1952 à 1960 en tant que conservateur. Il est aussi ministre sans portefeuille et président du Conseil exécutif de 1957 à 1960. Il est maire de Moncton par intérim.